# Atrai (upazila)
Atrai (en bengali : আত্রাই) est une upazila du Bangladesh dans le district de Naogaon. En 1991, elle dénombrait 166 978 habitants.